# Diores auricula
Diores auricula är en spindelart som beskrevs av Tucker 1920. Diores auricula ingår i släktet Diores och familjen Zodariidae. Inga underarter finns listade i Catalogue of Life.